# Chisato Yokota
Chisato Yokota (横田 千里; Yokohama, 4 settembre 1990) è una pallavolista giapponese.
Gioca nel ruolo di palleggiatrice nelle Osaka Marvelous.

## Carriera
La carriera di Chisato Yokota inizia a livello scolastico con la formazione del Liceo Takibana. Dal 2009 al 2012 si dedica alla pallavolo a 9, per poi tornare a giocare la pallavolo tradizionale nella stagione 2012-13, nella quale debutta in V.Premier League con le Pioneer Red Wings. In seguito alla chiusura del club, nel campionato 2014-15 viene ingaggiata dalle JT Marvelous, impegnate in V.Challenge League.